# Philippe Labro
Philippe Labro (27. srpna 1936 Montauban – 4. června 2025 Paříž) byl francouzský spisovatel, novinář, filmový režisér a scenárista. Pracoval pro německou televizi RTL, francouzský časopis (týdeník) Paris Match nebo francouzské televize TF1 a Antenne 2. Za svou autobiografii L'Étudiant étranger obdržel v roce 1986 prestižní francouzské literární ocenění Prix Interallié.

## Život a kariéra
V osmnácti letech odešel z Francie studovat na Washington and Lee University ve Virginii. Poté cestoval po Spojených státech. Po návratu do Evropy se stal reportérem. V letech 1960–1962 (během alžírské války) byl Philippe Labro příslušníkem francouzské armády. Poté se vrátil ke své novinářské činnosti a postupně pracoval pro několik novin a časopisů. 
Když pro francouzské noviny France-Soir informoval o atentátu na Johna F. Kennedyho, setkal se v Dallasu s Jackem Rubym několik dní předtím, než zastřelil Lee Harveyho Oswalda. Byl proto následně oficiálně vyslechnut Warrenovou komisí, kterou ustanovil prezident Lyndon Johnson a která měla vyšetřit všechny okolnosti atentátu. 
Napsal scénáře a režíroval řadu filmů, ve kterých hráli přední herci a herečky, např. Jean-Louis Trintignant, Jean-Paul Belmondo, Yves Montand, Katharine Rossová, Claude Brasseur, Gérard Depardieu, Nathalie Baye nebo Carole Bouquet. Byl blízkým přítelem herce a režiséra Jean-Pierra Melvilla, jak vzpomíná v dokumentárním filmu o této osobnosti z roku 2008 (Sous le nom de Melville). V letech 1985 až 2000 byl ředitelem programu stanice RTL, v roce 1992 se stal jejím viceprezidentem.
V dubnu 2010 obdržel nejvyšší francouzské státní vyznamenání Řád čestné legie (Ordre national de la Légion d'honneur), stal se komandérem Čestné legie.

## Výběrová filmografie
Phillip Labro byl nejen režisér, ale tyto filmy dosti často natáčel podle vlastního scénáře nebo se na scénáři alespoň podílel. V několika filmech si také zahrál, většinou epizodní role.

### Režisér
- 1969 Tout peut arriver: první film, ohlas u kritiky, ale malý zájem diváků. Nominace na Mar de Plata Film Festival.[6]
- 1971 Bez motivu: druhý a první divácky úspěšný film, podle krimi románu Deset a jeden amerického spisovatele Ed McBaina. Hlavní postavu detektiva Carelly vytvořil Jean-Louis Trintignant, hudba Ennio Morricone.[7]
- 1973 Následník: v hlavní roli Jean-Paul Belmondo.
- 1974 Náhoda a násilí: hlavní role  Yves Montand a americká herečka Katharine Rossová.
- 1976 Lovec hlav: divácky pravděpodobně nejúspěšnější film, hlavní role Jean-Paul Belmondo.
- 1983 Zločin: Claude Brasseur, Jean-Louis Trintignant a Jean-Claude Brialy.
- 1984 Pravý břeh, levý břeh: Gérard Depardieu, herečky Nathalie Baye a Carole Bouquet.

### Dokumentární filmy
- Chroniques de France : La vitrine de la France de 1964 à 1978: seriál, více režisérů
- 1966 Les Deux D : Marie Dubois, Françoise Dorléac (TV film)

### Scenárista
- Chroniques de France : La vitrine de la France de 1964 à 1978: seriál, více scenáristů
- 1971 Bez motivu: scénář Philipp Labro, Vincenzo Labella a Jacques Lanzmann podle románu Deset a jeden[8]
- 1973 Následník
- 1976 Lovec hlav
- 1984 Pravý břeh, levý břeh